# Reich (Hunsrück)
Reich (Hunsrück) este o comună din landul Renania-Palatinat, Germania.